# Kanton Bléré
Der Kanton Bléré ist seit 1790 ein französischer Kanton in den Arrondissements Loches und Tours im Département Indre-et-Loire in der Region Centre-Val de Loire; sein Hauptort ist Bléré.

## Gemeinden
Der Kanton besteht aus 17 Gemeinden mit insgesamt 26.935 Einwohnern (Stand: 1. Januar 2022) auf einer Gesamtfläche von 355,26 km²:
| Gemeinde             | Einwohner 1. Januar 2022 | Fläche km² | Dichte Einw./km² | Code INSEE | Postleitzahl | Arrondissement |
| -------------------- | ------------------------ | ---------- | ---------------- | ---------- | ------------ | -------------- |
| Athée-sur-Cher       | 2.848                    | 34,47      | 83               | 37008      | 37270        | Loches         |
| Azay-sur-Cher        | 3.127                    | 22,85      | 137              | 37015      | 37270        | Tours          |
| Bléré                | 5.340                    | 30,80      | 173              | 37027      | 37150        | Loches         |
| Céré-la-Ronde        | 424                      | 49,20      | 9                | 37046      | 37460        | Loches         |
| Chenonceaux          | 334                      | 4,33       | 77               | 37070      | 37150        | Loches         |
| Chisseaux            | 590                      | 11,80      | 50               | 37073      | 37150        | Loches         |
| Cigogné              | 462                      | 21,79      | 21               | 37075      | 37310        | Loches         |
| Civray-de-Touraine   | 1.828                    | 22,88      | 80               | 37079      | 37150        | Loches         |
| Cormery              | 1.860                    | 6,07       | 306              | 37083      | 37320        | Loches         |
| Courçay              | 796                      | 24,77      | 32               | 37085      | 37310        | Loches         |
| Dierre               | 637                      | 10,27      | 62               | 37096      | 37150        | Loches         |
| Épeigné-les-Bois     | 400                      | 14,52      | 28               | 37100      | 37150        | Loches         |
| Francueil            | 1.453                    | 12,91      | 113              | 37110      | 37150        | Loches         |
| La Croix-en-Touraine | 2.484                    | 15,04      | 165              | 37091      | 37150        | Loches         |
| Luzillé              | 983                      | 40,68      | 24               | 37141      | 37150        | Loches         |
| Saint-Martin-le-Beau | 3.193                    | 18,44      | 173              | 37225      | 37270        | Loches         |
| Sublaines            | 176                      | 14,44      | 12               | 37253      | 37310        | Loches         |
| Kanton Bléré         | 26.935                   | 355,26     | 76               | 3703       | –            | –              |

Bis zur landesweiten Neuordnung der französischen Kantone im März 2015 gehörten zum Kanton Bléré die 16 Gemeinden Athée-sur-Cher, Azay-sur-Cher, Bléré, Céré-la-Ronde, Chenonceaux, Chisseaux, Cigogné, Civray-de-Touraine, Courçay, Dierre, Épeigné-les-Bois, Francueil, La Croix-en-Touraine, Luzillé, Saint-Martin-le-Beau und Sublaines. Sein Zuschnitt entsprach einer Fläche von 349 km2. 